# Pegu (região)
Pegu ou Bago é uma região da Birmânia (ou Mianmar), cuja capital é Pegu. De acordo com o censo de 2019, havia 5 550 389 habitantes.
Religião em Pegu (2014)

## Economia
Pegu tem um pequeno setor pecuário, industrial e de pesca. Em 2005, tinha mais de 4 milhões de animais de fazenda; quase 2 687 acres de fazendas de peixes e camarões; e cerca de 2 980 fábricas privadas e cerca de 106 fábricas estatais.

## Educação
Em 2005, Pegu tinha 578 escolas pós-primárias, 119 escolas de ensino médio e 132 escolas secundárias. Segue-se resumo do sistema de ensino público da divisão para o ano letivo de 2002-2003.
| AY 2002–2003 | Primário | Médio   | Superior |
| ------------ | -------- | ------- | -------- |
| Escolas      | 3972     | 227     | 95       |
| Professores  | 17,400   | 6600    | 2000     |
| Estudantes   | 544,000  | 194,000 | 71,000   |

## Saúde
Em 2003, Pegu tinha menos de um quarto de leitos hospitalares do que a região de Rangum, cuja população era apenas maior.  Em 2005, essa divisão de cinco milhões tinha apenas 399 médicos em seus hospitais públicos.